# Brabantse Pijl 2010
De 51e editie van de Brabantse Pijl vond plaats op 14 april 2010 en ging van Leuven naar Overijse over een afstand van 200,5 kilometer. De wedstrijd werd gewonnen door de Belg Sébastien Rosseler. In totaal wisten 51 renners de eindstreep te bereiken.

## Uitslag
| Brabantse Pijl 2010 (200,5 km) |                     |                              |          |
| Plaats                         | Naam                | Ploeg                        | Tijd     |
| Winnaar                        | Sébastien Rosseler  | Team RadioShack              | 4u45'07" |
| 2                              | Thomas De Gendt     | Topsport Vlaanderen-Mercator | z.t.     |
| 3                              | Jurgen Van De Walle | Quick Step                   | z.t.     |
| 4                              | Paul Martens        | Rabobank                     | + 43"    |
| 5                              | Philippe Gilbert    | Omega Pharma-Lotto           | z.t.     |
| 6                              | Thomas Voeckler     | Bbox Bouygues Télécom        | z.t.     |
| 7                              | Björn Leukemans     | Vacansoleil-DCM              | + 46"    |
| 8                              | Greg Van Avermaet   | Omega Pharma-Lotto           | + 57"    |
| 9                              | Óscar Freire        | Rabobank                     | z.t.     |
| 10                             | Daniel Moreno       | Omega Pharma-Lotto           | z.t.     |
|                                |                     |                              |          |
| 15                             | Karsten Kroon       | BMC Racing Team              | z.t.     |

1961 · 1962 · 1963 · 1964 · 1965 · 1966 · 1967 · 1968 · 1969 · 1970 · 1971 · 1972 · 1973 · 1974 · 1975 · 1976 · 1977 · 1978 · 1979 · 1980 · 1981 · 1982 · 1983 · 1984 · 1985 · 1986 · 1987 · 1988 · 1989 · 1990 · 1991 · 1992 · 1993 · 1994 · 1995 · 1996 · 1997 · 1998 · 1999 · 2000 · 2001 · 2002 · 2003 · 2004 · 2005 · 2006 · 2007 · 2008 · 2009 · 2010 · 2011 · 2012 · 2013 · 2014 · 2015 · 2016 · 2017 · 2018 · 2019 · 2020 · 2021 · 2022 · 2023 · 2024